# She's Not You
Singles de Elvis Presley
Good Luck Charm
(1962) Return to Sender
/ Where Do You Come From
(1962)
Clip vidéo
[vidéo] « She's Not You (audio) », sur YouTube
She's Not You est une chanson d'Elvis Presley, sortie en single sur le label RCA Victor en 1962.

## Composition
La chanson a été écrite par Doc Pomus avec Jerry Leiber et Mike Stoller.

## Histoire
La chanson a été originellement enregistrée par Elvis Presley. Enregistrée par lui avec les Jordanaires le 19 mars 1962, elle sort en single le 17 juin de la même année.